# Ilava
Ilava é uma cidade e município da Eslováquia localizado no distrito de Ilava, região de Trenčín. Possuia 5 500 habitantes em 2008 (estimativa). Está localizada às margens do rio Váh.

## Demografia
| Ano:        | 1994 | 2004   | 2014   | 2024   |
| ----------- | ---- | ------ | ------ | ------ |
| Broj ljudi: | 5472 | 5451   | 5479   | 5522   |
| Razlika:    |      | -0,38% | +0,51% | +0,78% |

| Ano:               | 2023 | 2024   |
| ------------------ | ---- | ------ |
| Número de pessoas: | 5558 | 5522   |
| Diferença:         |      | -0,64% |